# Micratemnus anderssoni
Espèce
Micratemnus anderssoni est une espèce de pseudoscorpions de la famille des Atemnidae.

## Distribution
Cette espèce est endémique du Sri Lanka.

## Publication originale
- Beier, 1973 : Pseudoscorpionidea von Ceylon. Entomologica Scandinavica, vol. 4, Supplement, p. 39-55.